# Skrajna Płaczliwa Kazalnica

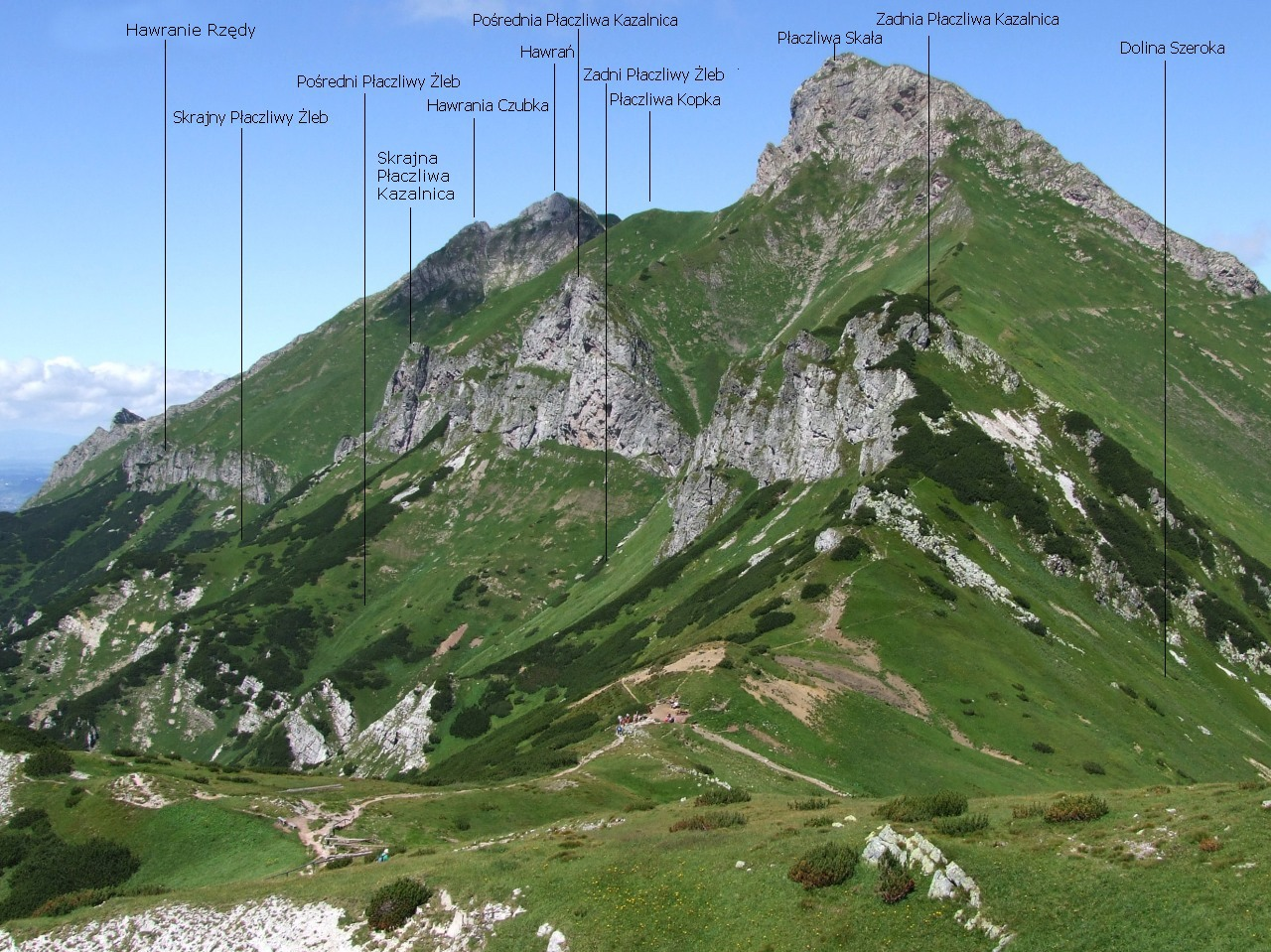

Skrajna Płaczliwa Kazalnica – turnia znajdująca się na południowych, opadających do Doliny Zadnich Koperszadów stokach masywu Płaczliwej Skały w słowackich Tatrach Bielskich. Jest najbardziej na zachód wysunięta w grupie Płaczliwych Kazalnic. Znajduje się w południowej grzędzie wyrastającej z Płaczliwej Kopki. Grzęda ta oddziela Szeroki Żleb Bielski od Pośredniego Płaczliwego Żlebu. Płaczliwe Kazalnice z kolei są częścią długiego pasa skał zwanego Wyżnimi Rzędami biegnącego południowymi stokami Tatr Bielskich.
Zbudowana jest jak całe Tatry Bielskie ze skał węglanowych. W trawiastej grzędzie łączącej szczyt Skrajnej Płaczliwej Kazalnicy z Płaczliwą Kopką jest trawiaste, płytkie i łatwo dostępne Skrajne Płaczliwe Siodło. Na południową stronę natomiast opada skalistym murem o wysokości do 40 m.
Znajduje się na zamkniętym dla turystów i taterników obszarze ochrony ścisłej.

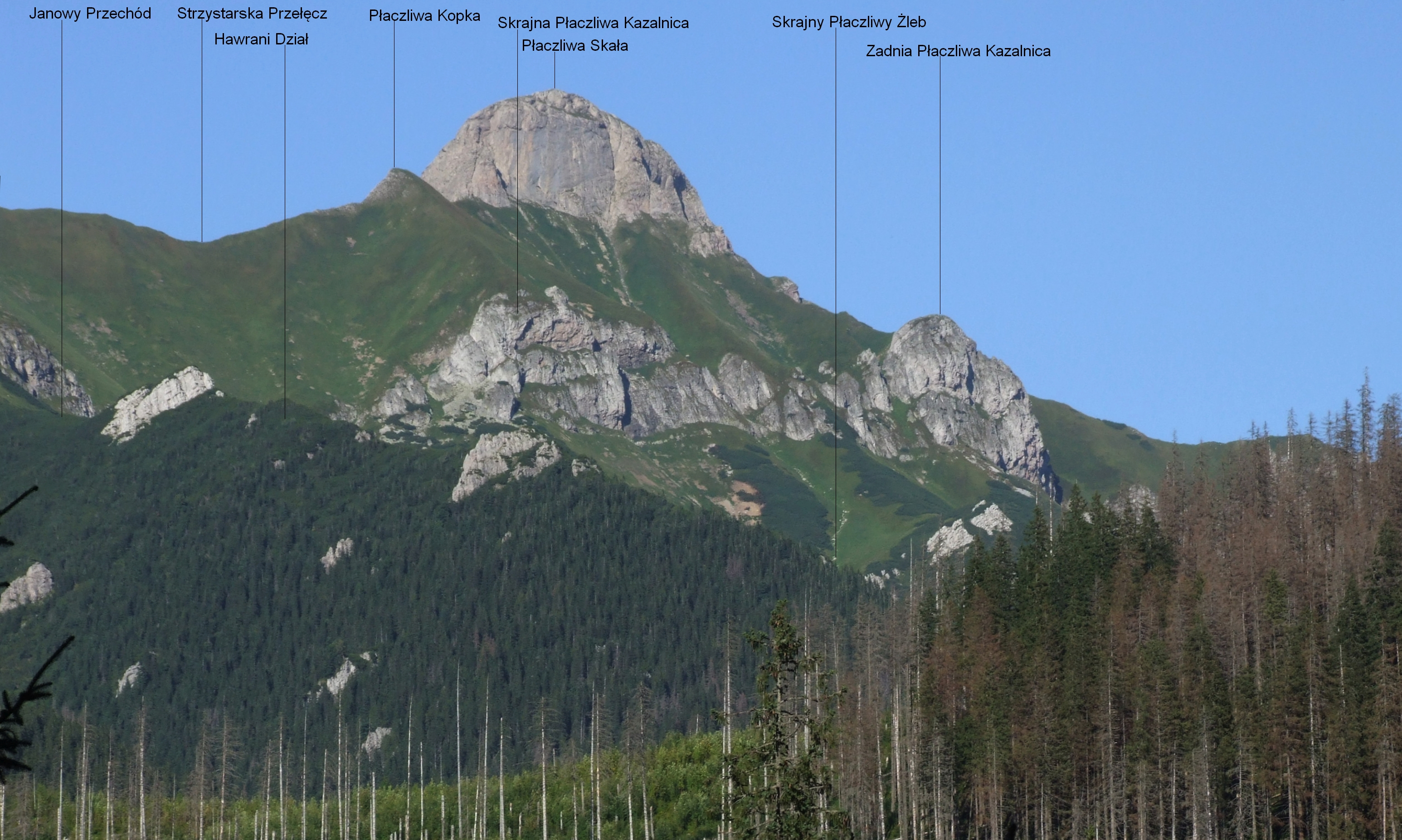
Widok z Doliny Jaworowej